# Z. W. Ewing
Zwingle Whitefield „Z. W.“ Ewing (* 1843 in Pulaski, Tennessee; † 9. August 1909 ebenda) war ein US-amerikanischer Politiker. Zwischen 1887 und 1889 war er als Präsident des Staatssenats faktisch Vizegouverneur des Bundesstaates Tennessee, auch wenn dieses Amt formell erst 1951 eingerichtet wurde.

## Werdegang
Z. W. Ewing besuchte die öffentlichen Schulen seiner Heimat und zwar meist in den Wintermonaten, weil er im Sommer auf einer Farm arbeitete. Seit 1859 war er an der Lewisburg Male Academy und im folgenden Jahr am Maryville College ebenfalls in Tennessee. Während des Bürgerkrieges diente er im Heer der Konföderation. Im Jahr 1864 geriet er in Gefangenschaft. Nach dem Krieg setzte er seine Ausbildung mit einem Studium an der University of Virginia fort. Zwischen 1868 und 1869 war er Lehrer in Richmond. Es folgte eine Europareise, während der er Deutsch lernte. Dann war er Lehrer für Latein am Giles College. Nach einem Jurastudium und seiner 1872 erfolgten Zulassung als Rechtsanwalt begann er in Pulaski in diesem Beruf zu arbeiten. Gleichzeitig schlug er als Mitglied der Demokratischen Partei eine politische Laufbahn ein. Im Jahr 1876 war er Präsident des Staatsparteitags der Demokraten für Tennessee. Ein Jahr später wurde er Eisenbahnbeauftragter (Tennessee state railroad assessor) seines Staates.
Zwischen 1879 und 1881 saß Ewing erstmals im Senat von Tennessee. Im Jahr 1887 kehrte er für eine weitere zweijährige Amtszeit in diese Kammer zurück und wurde deren Präsident. In dieser Eigenschaft war er Stellvertreter von Gouverneur Robert Love Taylor. Damit bekleidete er faktisch den Posten eines Vizegouverneurs. Dieses Amt war bzw. ist in den meisten anderen US-Bundesstaaten verfassungsmäßig verankert; in Tennessee ist das erst seit 1951 der Fall. Später praktizierte Ewing wieder als Anwalt. Zwischenzeitlich stieg er auch in das Bankgewerbe ein und wurde Präsident der People’s National Bank of Pulaski. Er gehörte auch einer Veteranenorganisation der Konföderation an und war Mitglied der Freimaurer. Z. W. Ewing starb am 9. August 1909 in Pulaski.